# Vilém III. Akvitánský
Vilém III. Akvitánský zvaný Koudelová hlava (francouzsky  Guillaume Tête d'étoupe, latinsky Willelmum Caput Stupe, 900?, Poitiers – 963, Poitiers) byl vévoda akvitánský a hrabě z Poitiers, kde založil knihovnu a klášter.

## Život
Narodil se jako syn vévody Ebala Akvitánského a Emiliene a své přízvisko získal podle barvy vlasů. Kolem roku 935 oženil s Adélou, dcerou vikingského náčelníka Rolla.
Krátce po smrti krále Rudolfa v roce 936 byl Vilém králem Ludvíkem IV. donucen postoupit některé své statky Hugovi Velikému. Udělal to s grácií, ale jeho vztah s Hugem se od té doby zhoršil. V roce 950 se Hugo usmířil s králem Ludvíkem výměnou za Burgundsko a Akvitánii. S Ludvíkovou pomocí se pokusil dobýt Akvitánii, ale Vilém je přemohl. Lothar, Ludvíkův nástupce, se obával Vilémovy moci. V červnu 955 se spojil s Hugem k dlouho plánovanému tažení proti Vilémovi. Poitiers se ubránilo a při ústupu byli napadeni Vilémem, kterého sice přemohli, ale nebyli schopni jej pronásledovat. Tažení tak bylo bez zjevného úspěchu. Po Hugově smrti byl jeho syn Hugo Kapet jmenován akvitánským vévodou, nikdy se však nepokusil léno zabrat, a Vilém se s Lotharem usmířil.
Vilém se roku 962 vzdal vlády a stal se mnichem v klášteře sv. Cypriána v Poitiers, kde byl po své smrti na jaře 963 také pohřben.